# 리처드 애덤스

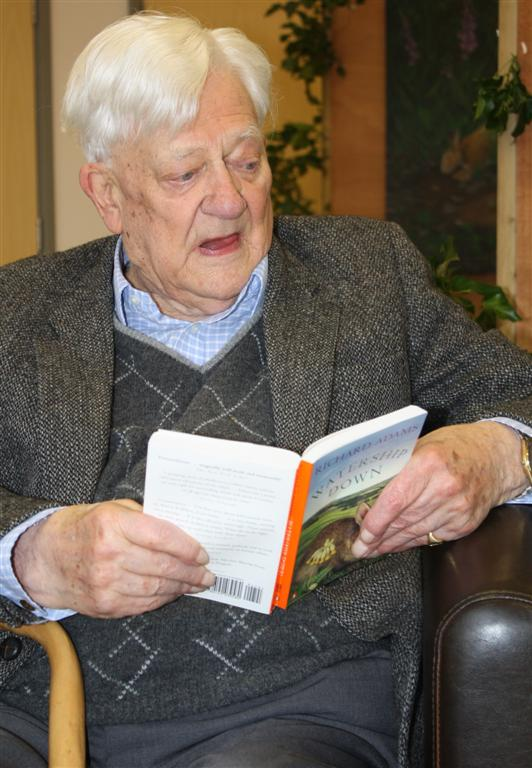

리처드 애덤스(Richard Adams, 본명: 리처드 조지 애덤스, Richard George Adams, 1920년 5월 9일 ~ 2016년 12월 24일)는 잉글랜드의 소설가이자 작가이다. 워터십 다운, 마이아, 샤디크, 더 플래그 도그스 등의 책을 썼다. 제2차 세계 대전 중에 영국군에 복무하기 전까지 대학교에서 현대사를 연구했다. 워터십 다운이 출간된지 2년이 지난 1974년, 애덤스는 정식 저자가 되었다.